# Ottone Olivieri
Ottone Olivieri, conosciuto anche come Otone Olivijeri (Fiume, 1917 – ...), è stato un cestista jugoslavo.

## Carriera
Con la Jugoslavia ha disputato i Campionati europei del 1947.